# Mazerolles (Charente-Maritime)
Mazerolles település Franciaországban, Charente-Maritime megyében. Lakosainak száma 236 fő (2022. január 1.). Mazerolles Jazennes, Pons, Saint-Quantin-de-Rançanne és Tanzac községekkel határos.

## Népesség
A település népességének változása:
| Lakosok száma | 201  | 180  | 187  | 252  | 247  | 239  | 228  | 221  | 221  | 236  |
|               | 1968 | 1982 | 1990 | 2006 | 2013 | 2015 | 2017 | 2019 | 2020 | 2022 |